# 18th Wing

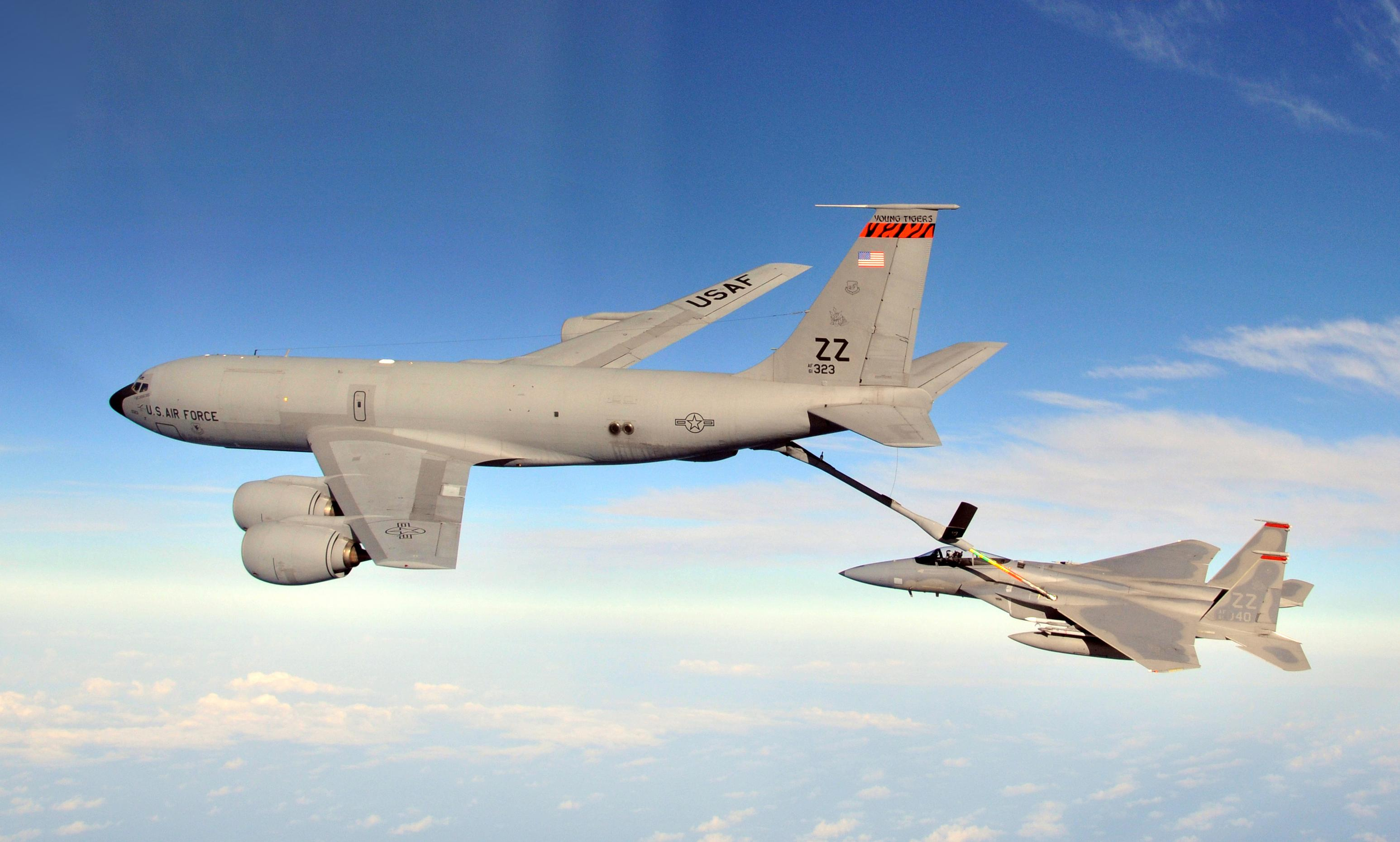
KC-135R del 909th ARS che rifornisce in volo un F-15C del 67th FS

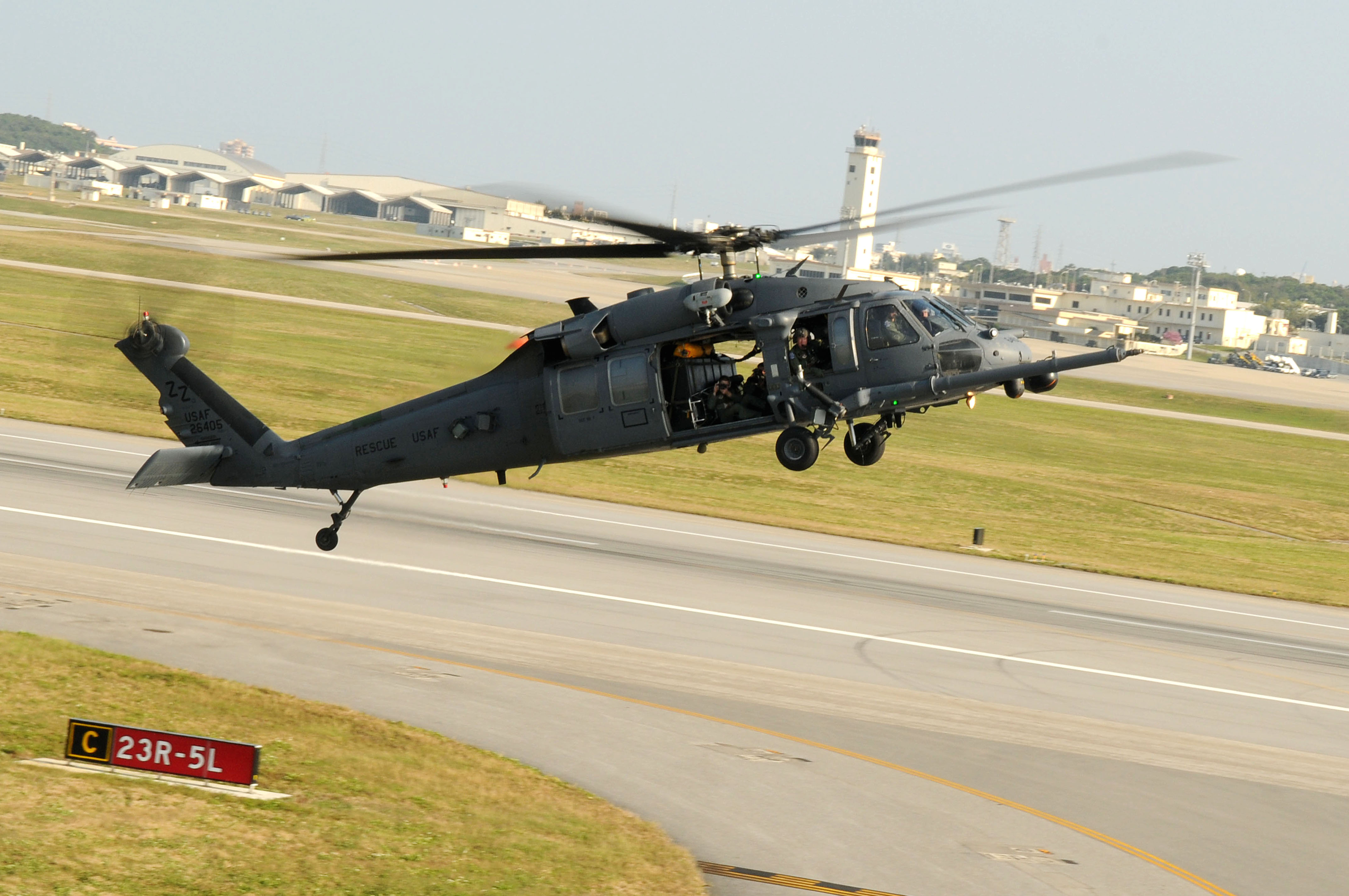
HH-60G del 33d RQS

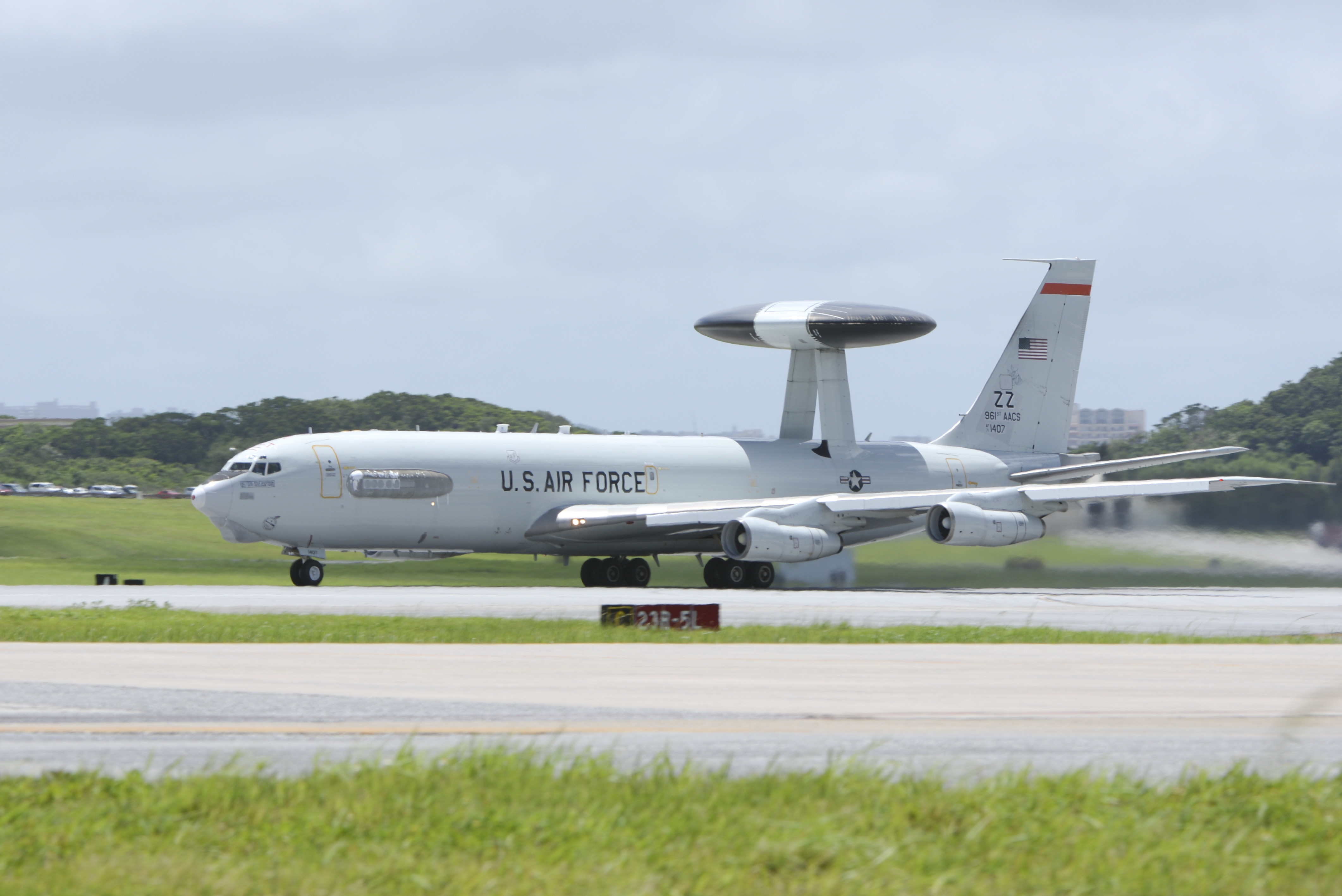
E-3 Sentry del 961st ACS

Il 18th Wing è uno stormo composito della U.S.Pacific Air Forces, inquadrato nella Fifth Air Force. Il suo quartier generale è situato presso la base aerea di Kadena, sull'isola giapponese di Okinawa.

## Organizzazione
Attualmente, al maggio 2017, esso controlla:
- 18th Operations Group, codice ZZ
  - 18th Aeromedical Evacuation Squadron
  -  961st Airborne Command and Control Squadron - Equipaggiato con 1 E-3B e 1 E-3C
  -  44th Fighter Squadron, striscia di coda blu - Equipaggiato con F-15C/D
  -  67th Fighter Squadron, striscia di coda rossa - Equipaggiato con F-15C/D
  -  31st Rescue Squadron - Aerosoccorritori Guardian Angel
  -  33rd Rescue Squadron - Equipaggiato con 9 HH-60G
    - Detachment 1, Osan Air Base, Corea del Sud - Equipaggiato con HH-60G

  -  909th Air Refueling Squadron - Equipaggiato con 11 KC-135R
  - 623rd Air Control Squadron
- 18th Maintenance Group
  - 18th Aircraft Maintenance Squadron
  - 18th Maintenance Operations Squadron
  - 18th Equipment Maintenance Squadron
  - 18th Munition Squadron
  - 18th Component Maintenance Squadron
- 18th Civil Engineer Group
  - 18th Civil Engineer Squadron
- 18th Medical Group
  - 18th Aerospace Medicine Squadron
  - 18th Medical Operations Squadron
  - 18th Medical Support Squadron
  - 18th Dental Squadron
- 18th Mission Support Group
  - 18th Communications Squadron
  - 18th Contracting Squadron
  - 18th Logistics Readiness Squadron
  - 18th Force Support Squadron
  - 18th Security Forces Squadron

## Storia

### Operazioni
Dal 1 dicembre 1948 al 19 maggio 1949 lo stormo fu la principale organizzazione delle forze aeree americane nelle Filippine. Dal 1948 al 1950 l'attività principale era la mappatura aerea. Alla fine del luglio del 1950 un gruppo e due squadriglie furono schierate in Corea per combattere, convertendo i propri aerei in F-51, sebbene continuasse nella difesa aerea delle Filippine. Lo stormo si ricongiunse al gruppo in Corea nel dicembre del 1950 e ritornò al controllo delle operazioni. Esse includevano ricognizione armata, bombardamento strategico, supporto al suolo ravvicinato, combattimento aereo ed interdizione. Convertito l'equipaggiamento in F-86 nei primi mesi del 1953, continuò gli attacchi alla contraerea e al suolo fino all'armistizio del luglio dello stesso anno. Trasferito ad Okinawa il 1 novembre del 1954, sostenne le operazioni tattiche in Giappone, Corea, Taiwan e nelle Filippine. Schierato presso la base aerea di Yonton, Okinawa, nel 1954, a Chia-Yi, Taiwan nel 1955, sostenne operazioni di combattimento nel Sud-est asiatico dal 1961 con forze da ricognizione e dal 1964 fino alla fine del conflitto con forze tattiche da caccia. Rischierato ad Osan, Corea del Sud, nel 1968, in seguito al sequestro della USS Pueblo da parte dei nordcoreani, mantenne la capacità di difesa aerea della Corea del Sud fino al 1978.
Convertiti i suoi F-4 in F-15 nel 1980, continuò a mantenere i suoi aerei, equipaggi e personale assegnato ad un elevato stato di prontezza per le richieste tattiche della Fifth Air Force e delle Pacific Air Forces. A partire dal 1991, la missione dello stormo si estese e comprese il rifornimento in volo e la sorveglianza, allerta, comando, controllo e comunicazione. In seguito, nel 1992, fu aggiunta anche una componente da trasporto. Nel febbraio del 1993 ottenne la responsabilità per il coordinamento delle operazioni di salvataggio e recupero nel Pacifico occidentale e nell'Oceano Indiano. Coinvolto nello sforzo umanitario del 2004 a seguito dello Tsunami, sostenne la guerra globale contro il terrorismo, dispiegando personale in Afghanistan ed Iraq. Ultimamente è stato coinvolto in operazioni di salvataggio dopo il terremoto e il successivo tsunami del marzo 2011 in Giappone.

### Allineamento
- Costituito come 18th Fighter Wing il 10 agosto 1948
- Attivato il 14 agosto 1948
- Redesignato come 18th Fighter-Bomber Wing il 20 gennaio 1950
- Redesignato come 18th Tactical Fighter Wing il 1 luglio 1958
- Redesignato come 18th Wing il 1 ottobre 1991

### Assegnazioni
- Thirteenth Air Force, 14 agosto 1948: Far East Air Forces, 1 dicembre 1948
- Thirteenth Air Force, 16 maggio 1949 (aggregato alla Fifth Air Force, dal 1º dicembre 1950 al 31 ottobre 1954)
- Twentieth Air Force, 1 novembre 1954
- 6332th Air Base Wing, dal 1º al 9 novembre 1954
- Twentieth Air Force, dal 10 novembre 1954 al 31 gennaio 1955
- Air Task Group Fifth, Provisional, dal 1º al 15 febbraio 1955
- Twentieth Air Force, dal 16 al 28 febbraio 1955
- 313th Air Division, dal 1º marzo 1955 al 31 gennaio 1957
- Fifth Air Force, dal 1º febbraio  al 30 settembre 1957
- Fifth Air Force, 1 ottobre 1957
- 313th Air Division, 10 novembre 1958 (aggregato alla Fifth Air Force ADVON, dal 28 gennaio al 13 gennaio 1968)
- Fifth Air Force, dal 1º ottobre 1991 ad oggi

### Componenti operative

#### Groups
- 5th Reconnaissance: aggregato dal 1º dicembre 1948 al 16 maggio 1949
- 18th Fighter (successivamente, 18th Fighter-Bomber; 18th Tactical Fighter; 18th Operations): dal 14 agosto 1948 al 1º ottobre 1957 (distaccato dal 16 maggio al 16 dicembre 1949, dal 28 luglio al 30 novembre 1950, dal 1º al 9 novembre 1954 e dal 3 a circa il 30 settembre 1955); dal 1º maggio 1978 al 11 febbraio 1981; dal 1º ottobre 1991 ad oggi
- 35th Fighter-Interceptor: aggregato dal 7 al 24 maggio 1951

#### Squadrons
- 1st Special Operations: dal 15 dicembre 1972 al 1º maggio 1978
- 12th Fighter-Bomber (successivamente, 12th Tactical Fighter): aggregato dal 15 marzo al 15 agosto 1957; assegnato dal 25 marzo 1958 al 1º maggio 1978 (distaccato dal 1º febbraio al 15 marzo 1965, dal 15 giugno al 25 agosto 1965 e dal 23 al 29 gennaio 1968); assegnato dall'11 febbraio 1981 al 1º ottobre 1991
- 13th Tactical Fighter: 15 maggio 1966-15 novembre 1967 (distaccato).
- 15th Tactical Reconnaissance: aggregato dal 15 marzo 1960 al 19 Apr 1970, assegnato dal 20 Apr 1970 al 1º maggio 1978; assegnato dall'11 febbraio 1981 al 1º ottobre 1989
- 19th Tactical Electronic Warfare: dal 31 dicembre 1968 al 31 ottobre 1970 (distaccato dal 31 dicembre 1968 al 10 maggio 1969)
- 21st Troop Carrier: aggregato dal 17 febbraio al 28 giugno 1950
- 25th Liaison: aggregato dal 1º dicembre 1948 al 25 marzo 1949
- 25th Tactical Fighter: dal 19 dicembre 1975 al 1º maggio 1978
- 26th Aggressor: dal 1º ottobre 1988 al 21 febbraio 1990
- 39th Fighter-Interceptor: aggregato dal 25 maggio 1951 al 31 maggio 1952
- 44th Fighter-Bomber (successivamente, 44th Tactical Fighter): aggregato dal 25 luglio al 30 novembre 1950; aggregato dal 1º febbraio al 30 Sep 1957, assegnato dal 1º ottobre 1957 al 25 aprile 1967; assegnato dal 15 marzo 1971 al 1º maggio 1978; assegnato dall'11 febbraio 1981 al 1º ottobre 1991
- 67th Fighter-Bomber (successivamente, 67th Tactical Fighter): aggregato dal 1º febbraio al 30 settembre 1957, assegnato dal 1º ottobre 1957 al 15 dicembre 1967; assegnato dal 15 marzo 1971 al 1º maggio 1978; assegnato dall'11 febbraio 1981 al 1º ottobre 1991
- 90th Special Operations: dal 15 aprile al 15 dicembre 1972
- 306th Tactical Fighter: aggregato dal 24 aprile al 17 luglio 1962
- 307th Tactical Fighter: aggregato dal 21 dicembre 1962 al marzo 1963
- 308th Tactical Fighter: aggregato dal marzo al luglio 1963
- 309th Tactical Fighter: aggregato dal 17 luglio al 21 dicembre 1962
- 336th Fighter-Day: aggregato dal 7 agosto 1956 al 1º febbraio 1957
- 6200th Troop Carrier: aggregato dal 1º dicembre 1948 al 16 maggio 1949
- Flying Training Squadron, Provisional: aggregato dal 15 ottobre 1957 al 25 marzo 1958

#### Flight
- 6204th Photo-Mapping: aggregato dal 17 dicembre 1949 al 1º dicembre 1950

### Basi
- Clark AFB, Filippine, 14 agosto 1948
- Pusan AB, Corea del Sud, 1 dicembre 1950
- Pyongyang East, Corea del Nord, 1 dicembre 1950
- Suwon AB, Corea del Sud, 4 dicembre 1950
- Chinhae, Corea del Sud, 10 dicembre 1950
- Osan-ni, Corea del Sud, 26 dicembre 1952
- Kadena AB, Okinawa, 1 novembre 1954 ad oggi

### Velivoli impiegati
- F-47, 1948
- F-51, 1948-1950, 1950-1953
- RB-17, 1948-1949, 1949-1950
- F-2, 1948-1949
- L-5, 1948-1949
- C-47, 1948-1949
- VB-17, 1948-1949
- C-46, 1949
- RC-45, 1949-1950
- F-80, 1949-1950
- F-86, 1953-1955, 1955, 1955-1957
- T-33, 1954
- F-100, 1957-1963
- F-105, 1962-1965, 1965-1968, 1968-1972
- RF-101, 1960-1967
- RF-4, 1967-1989
- F-4, 1971-1980
- C-130 (successivamente MC-130), 1972-1981
- T-39, 1975-1976
- CT-39, 1977-1984
- F-15, 1979-attuale
- E-3, 1991-attuale
- KC-135, 1991-attuale
- C-12, 1992-1993
- HH-3, 1993-1994
- HH-60, 1993-attuale